# Мандиберг, Майкл
Майкл Ма́ндиберг (англ. Michael Mandiberg; род. 22 декабря 1977, Детройт, Мичиган) — американский художник-«компьютерщик», программист, дизайнер и изобретатель. Наибольшую известность получил как автор Print Wikipedia — бумажного издания английской Википедии, состоящего из 7600 томов, по 700 страниц каждый.

## Биография
Майкл Мандиберг родился 22 декабря 1977 года в Детройте, но вырос в Портленде. Окончил Брауновский университет, а затем Калифорнийский институт искусств, где получил степень англ. Master of Fine Arts.
В 2014 году занял место в разделе «Хроникёры» списка «Топ-100 мировых мыслителей по версии журнала Foreign Policy».
Работы Мандиберга выставлялись на престижных выставках, в том числе, в Новом музее современного искусства (Нью-Йорк), на фестивале transmediale (Берлин), в Центре искусств и медиатехнологий (Карлсруэ), в англ. Ars Electronica Center (Линц).
Является «ассоциированным профессором» в Колледже Статен-Айленда, почётный член организации Eyebeam. Основатель и программный директор проекта New York Arts Practicum — летнего института для студентов-художников.

## Проекты и изобретения
- В 2001 году Мандиберг открыл собственный мини-интернет-магазин, в котором продавал свои б/у вещи: от пальто и нижнего белья до наполовину пустого тюбика зубной пасты и банки варенья, от фаллоимитатора до гаечного ключа[5]. Таким образом было продано около 60 предметов[6], хотя сайт не проработал и одного года. Позже Мандиберг стал продавать своё время: за 20 долларов в час он готов выполнять почти 200 видов работы, в том числе спать, сидеть, бегать, стоять на коленях, сморкаться, глотать, сосать, заниматься сексом, мастурбировать, делать массаж, ходить по магазинам, делать уборку и многое другое[7].
- Создатель сайтов Aftersherrielevine.com и Afterwalkerevans.com (2001), связанных с творчеством фотографов Шерри Левайн[англ.] и Уокера Эванса, соответственно. На них выложены копии с копий оригинальных фотографий[8].
- «Нефтяной стандарт» — расширение Firefox, написанное Мандибергом в 2006 году по заказу англ. New Radio and Performing Arts[9]. Заменяет на сайтах электронной коммерции обычные цены на эквивалент баррелей сырой нефти[10].
- «Реальная стоимость» (2007) — расширение Firefox, добавляющее количество выброшенного в атмосферу углерода при расчёте путешествий на автомобиле и корабле.
- Проект «Яркая идея тени» — сборный абажур из тонкого, но термостойкого материала, надеваемый на компактную люминесцентную лампу с целью снизить её яркость (совместно со Стивом Ламбертом[англ.])[11].
- «Во сколько это нам обходится» — сайт, созданный в 2009 году. Пользователь может получить информацию, сколько углерода он выбросит в атмосферу, отправляясь в путешествие на автомобиле. Расчёт производится не только в зависимости от длины маршрута, но и от типа топлива и марки автомобиля.
- Создатель сайта «Яркий велосипед», на котором можно приобрести специальные световозвращающие наклейки для безопасной езды на велосипеде в тёмное время суток; и схожего по тематике сайта «Красный проект».
- Сооснователь вики-марафона Искусство+Феминизм[англ.], который проводится ежегодно, начиная с 2014 года, и посвящён созданию статей о художницах[12].
- Print Wikipedia — по состоянию на 7 апреля 2015 года Мандиберг распечатал 7473 тома Английской Википедии, каждый том содержит 700 страниц[13]. 12 июля того же года проект был завершён: 7600 томов Википедии[14] были загружены на ресурс Lulu.com, откуда они свободно могут быть распечатаны любым пользователем[15][16].

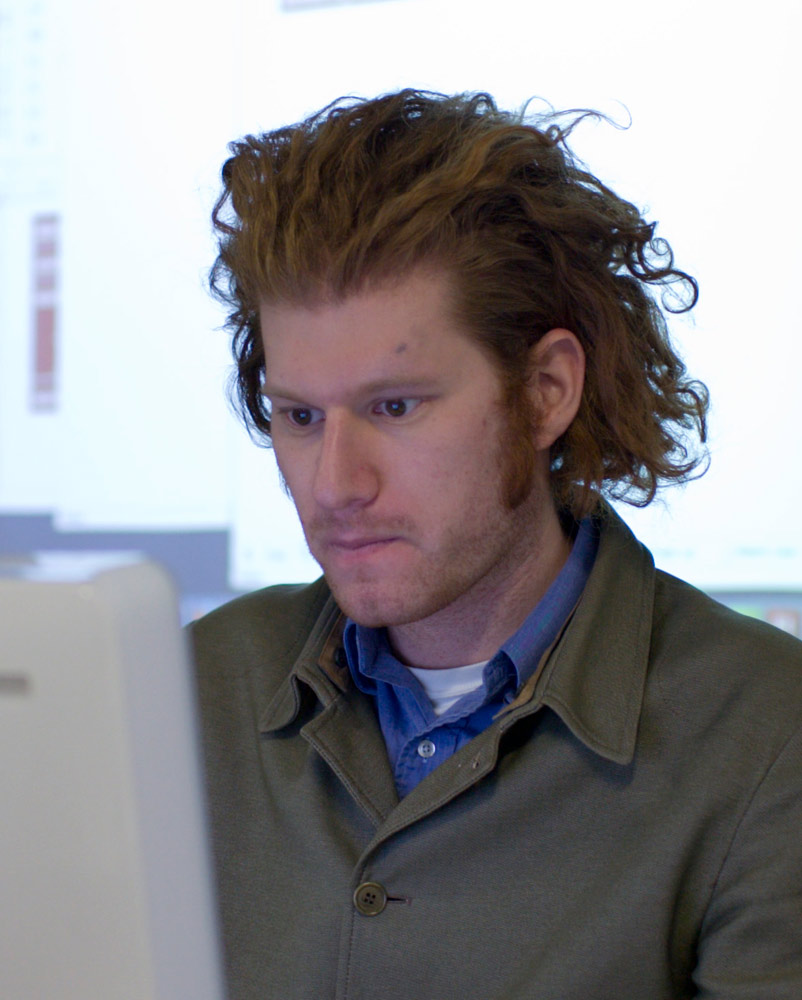
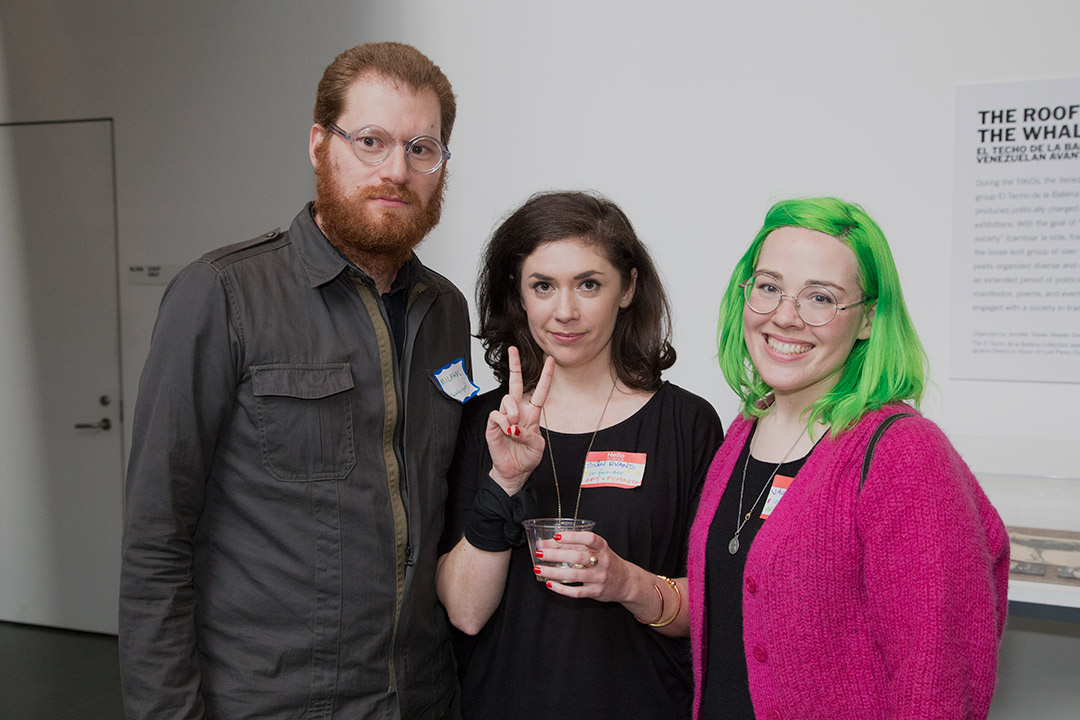
С Шан Эванс и Джеки Мэйби на вики-марафоне Искусство+Феминизм[англ.] (март 2016)
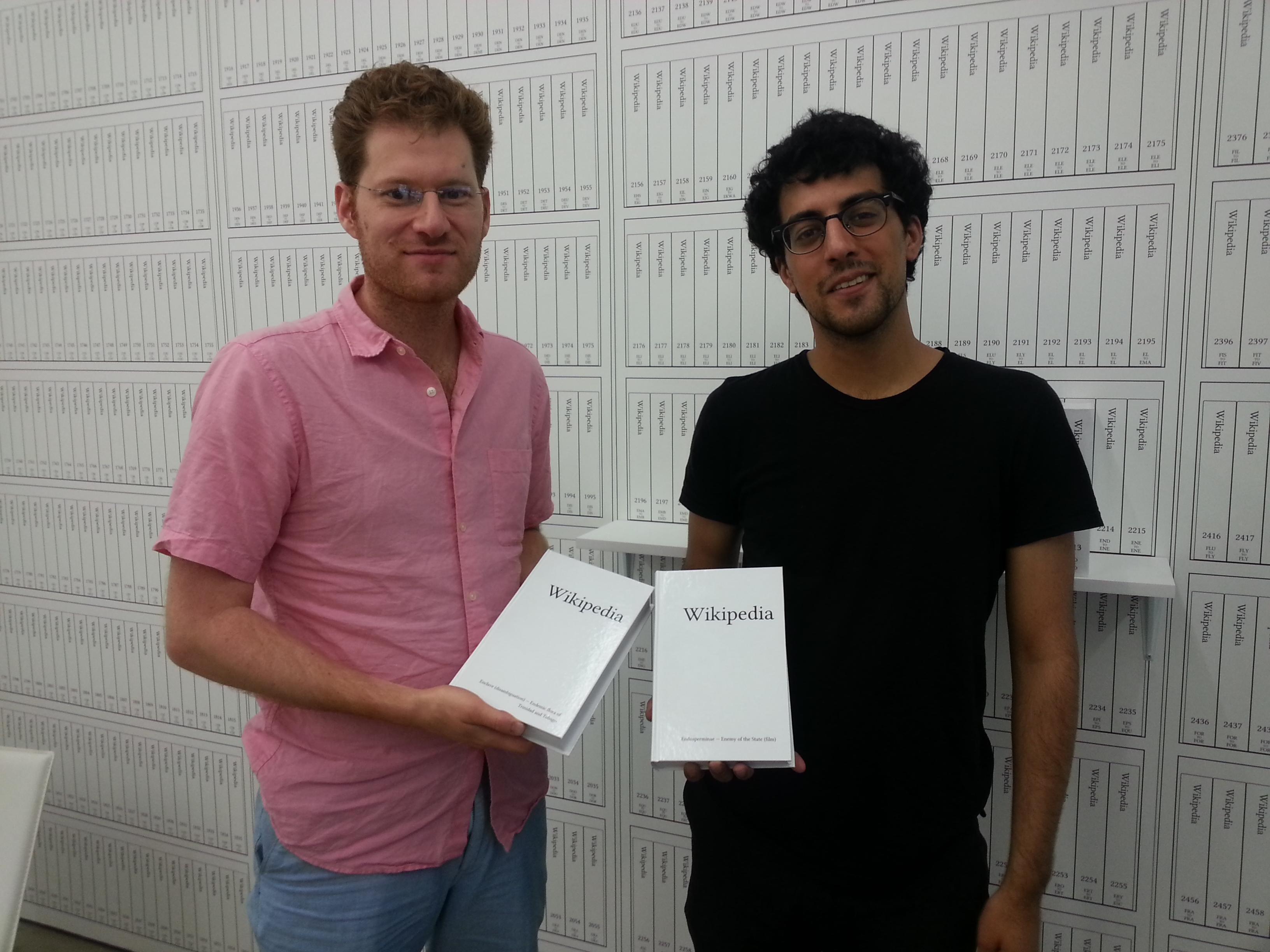
Мандиберг (слева) со своим ассистентом на фоне Печатной Википедии
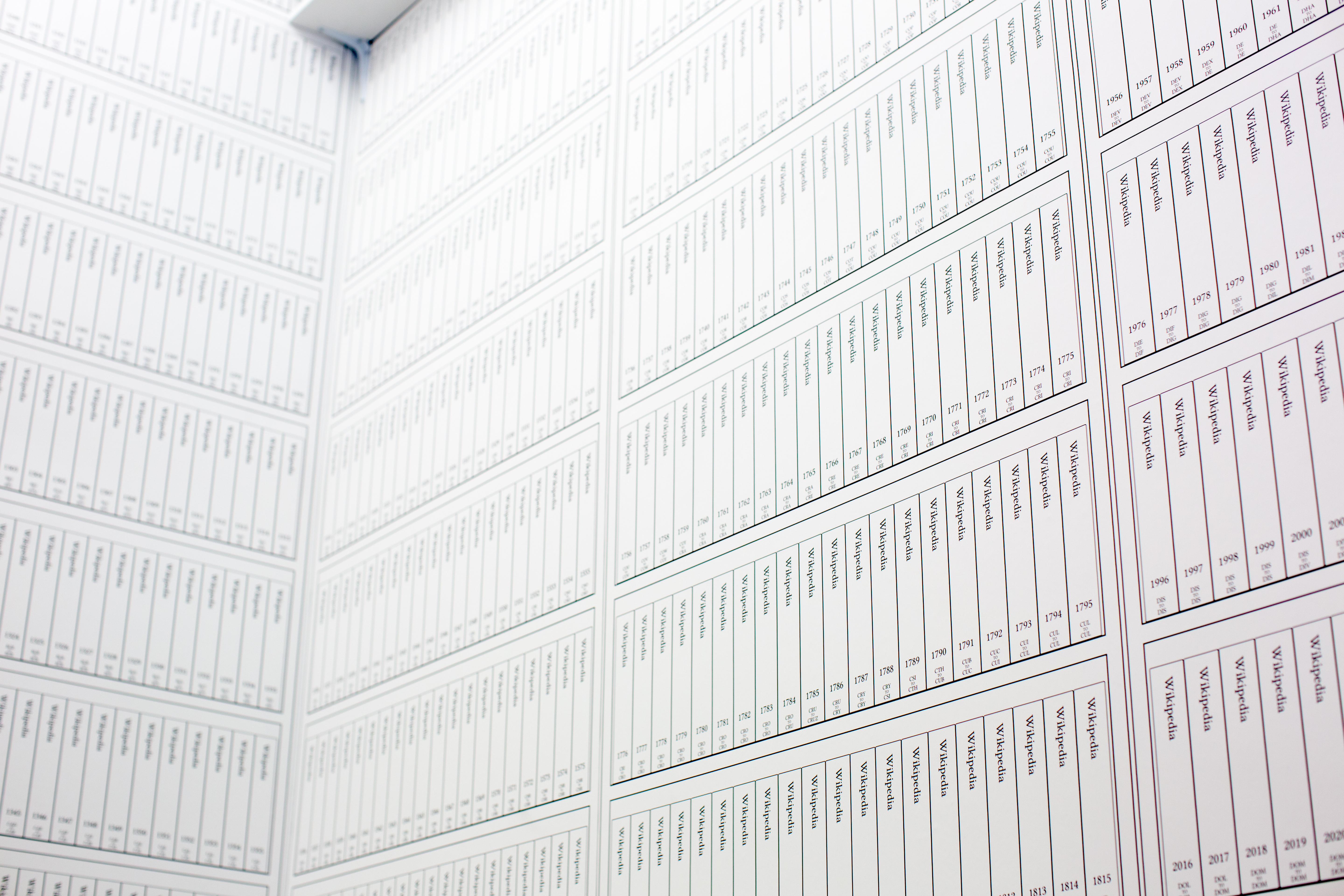
Print Wikipedia